# 大山妙子
大山妙子（日语：／ Oyama Taeko，1974年6月18日—），日本女子篮球运动员，曾代表日本参加1996年夏季奥林匹克运动会和2004年夏季奥林匹克运动会女子篮球比赛。